# شتراوفهاین
شتراوفهاین (به آلمانی: Straufhain) یک شهر در آلمان است که در هیلدبورگهاوزن واقع شده‌است. شتراوفهاین ۲٬۹۷۳ نفر جمعیت دارد.